# Dominika Mieszkowska
Dominika Wioleta Mieszkowska (ur. 1 lipca 1982 w Gdańsku) – polska koszykarka, występująca na pozycji rozgrywającej.

## Osiągnięcia
Stan na 3 kwietnia 2023, na podstawie, o ile nie zaznaczono inaczej.

### Reprezentacja
- Brązowa medalistka mistrzostw Europy U–18 (2000)[2]